# Pulicaria odora
Pulicaria odora es una planta de la familia de las asteráceas.

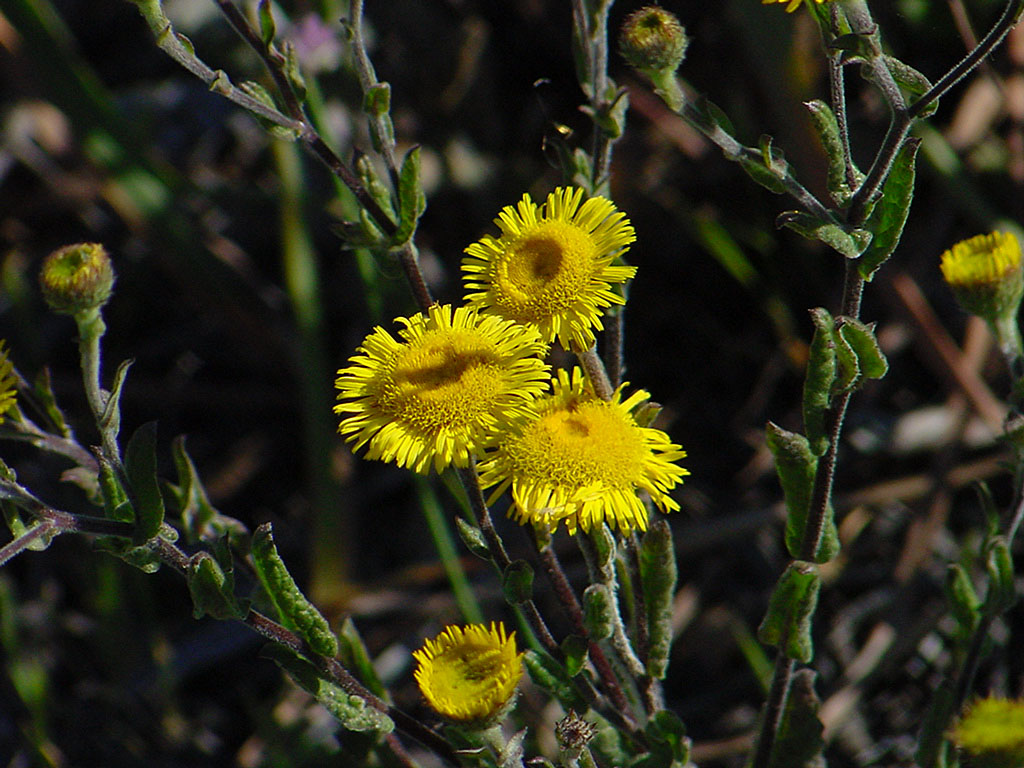
Vista de la planta

## Descripción
Es una hierba que crece en los márgenes de las garrigas y bosques. Primero vive en forma de roseta con las hojas aplicadas al suelo, después forma un tallo erecto que soporta los capítulos en la parte superior. Las hojas de la roseta son relativamente grandes, con forma lanceolada, y son de tacto algodonoso por el envés y verdes por el haz. Las hojas caulinares tienen unas aurículas pequeñas en la zona de contacto con el tallo. Los capítulos son grandes, de dos a tres centímetros de diámetro, tienen flores liguladas en la periferia con unas lígulas amarillas, largas y estrechas. Florece a finales de primavera.

## Distribución y hábitat
Se encuentra en la región del Mediterráneo occidental en la periferia de las zonas forestales. 

## Taxonomía
Pulicaria odora fue descrita por (L.) Rchb. y publicado en Flora Germanica Excursoria 239. 1830.
Etimología
Pulicaria: nombre genérico que deriva del latín pulicarius para "como una pulga"
odora: epíteto latíno que significa "olor fragante".
Citología
Número de cromosomas de Pulicaria paludosa (Fam. Compositae) y taxones infraespecíficos: n=9.
Sinonimia
- Inula   odora   L.   [1753, Sp. Pl., éd. 1 : 881][6]
- Pulicaria atlantica Pau
- Pulicaria majoricensis Gand.[7]

## Nombre común
- Castellano: árnica, árnica de monte, hierba pulguera, pulguera con raíz olorosa, yerba de las machacauras.[4]